# Karina Aznavurian
Karina Borisovna Aznavurian (rusă Карина Борисовна Азнавурян; n. 20 septembrie 1974, Bakı, Republica Sovietică Socialistă Azerbaidjană) este o fostă scrimeră rusă specializată pe spadă, laureată cu aur olimpic pe echipe la Sydney 2000 și la Atena 2004. A fost și campioană mondială în 2003 și campioană europeană în 2004, tot pe echipe.
După ce s-a retras a devenit director la Școală sportivă pentru copii și juniori a rezervelor olimpice nr.3 de la Moscova.
Tatăl ei este armean, în timp ce mama ei este azeră. Nu este în nicio relație de rudenie cu cântărețul Charles Aznavour, dar familiile lor sunt din același sat.

## Legături externe
Materiale media legate de Karina Aznavurian la Wikimedia Commons
- ru  Prezentare la Federația Rusă de Scrimă
- en  Prezentare[nefuncțională]
 la Confederația Europeană de Scrimă
- en Karina Aznavurian la Olympedia.org